# Loreta Graužinienė
Loreta Graužinienė (Rokiškis, 10 gennaio 1963) è una politica lituana.
Esponente del Partito del Lavoro, è stata eletta al Seimas in occasione delle parlamentari del 2004, del 2008 e del 2012; dal 2013 al 2016 ha inoltre ricoperto la carica di presidente del Parlamento.
Si è candidata alle elezioni presidenziali del 2009, ottenendo il 3,6% dei voti.
Nel 2016 ha terminato il mandato parlamentare.